# Biserica „Sfântul Gheorghe” din Gradiște
Biserica „Sf. Gheorghe” este o biserică amplasată în Gradiște, raionul Cimișlia, Republica Moldova. Este un monument istoric de importanță națională inclus în Registrul monumentelor Republicii Moldova ocrotite de stat cu nr. 209 (raionul Cimișlia). Datează din 1819.